# Asclepias syriaca
Asclepias syriaca L., 1762 è una pianta della famiglia delle Apocinacee.
È originaria del Canada meridionale e di gran parte degli Stati Uniti a est delle Montagne Rocciose, ad esclusione delle zone più aride delle praterie. Cresce in terreni sabbiosi e in zone soleggiate.